# La guerra de papá
La guerra de papá és una pel·lícula espanyola del 1977 dirigida per Antonio Mercero basada en la novel·la de Miguel Delibes El príncipe destronado.

## Sinopsi
El protagonista és un nen de faccions angelicals interpretat per Lolo García, que fa constants entremaliadures en un intent de cridar l'atenció als seus pares, ja que sent gelosia de la seva germana més petita.

## Repartiment
- Lolo García... Quico
- Teresa Gimpera... Mamá (Mercedes)
- Héctor Alterio... Papá (Pablo)
- Verónica Forqué... Vítora
- Rosario García Ortega...	Domi
- Vicente Parra...	Emilio
- Queta Claver...	Tía Cuqui
- María Isbert...	Senyora amb pells

## Producció
Malgrat el gran èxit obtingut en la seva estrena pel públic, és una obra bastant desconeguda en aquells anys en ser categoritzada per la premsa com a film blanc. L'interès per tota l'actualitat sobre la Transició espanyola, va silenciar qualsevol obra que estigués al marge de conflictes polítics.
Com s'estilava en els anys 70 en Espanya es va doblegar tot el so, la qual cosa produeix una desincronització entre els llavis dels actors i la veu.